# طاهر یحیی
طاهر یحیی (عربی: طاهر يحيى؛ ۱۹۱۶ – ۱۹۸۶) یک سیاست‌مدار اهل عراق بود.